# 小森健太朗
小森 健太朗（こもり けんたろう、1965年 - ）は、日本の小説家、推理作家、評論家、翻訳家。近畿大学文芸学部教授。

## 来歴
大阪府生まれ。大阪府立北野高等学校、東京大学文学部哲学科出身。
1982年、『ローウェル城の密室』が史上最年少の16歳で第28回江戸川乱歩賞の最終候補作となり話題を集める。
1986年よりコミケットに参加。幻想・推理文学サークル「それぞれの季節」を主宰する。
1989年、東京大学文学部哲学科を卒業。
1994年、「コミケ殺人事件」で本格的にミステリ作家としてデビュー。
1997年、東京大学大学院教育学研究科博士課程単位取得退学。2008年、近畿大学文芸学部文学科 講師着任。
2010年、「英文学の地下水脈 古典ミステリ研究～黒岩涙香翻案原典からクイーンまで」で第63回日本推理作家協会賞評論その他の部門受賞。
2013年、近畿大学文芸学部文学科 准教授就任。2020年、近畿大学文芸学部文学科 教授就任。

## 作品リスト

### 長編
- 『コミケ殺人事件』（出版芸術社） 1994.11、のちハルキ文庫 1998.12
- 『ローウェル城の密室』（出版芸術社） 1995.9、のちハルキ文庫 1998.5
- 『ネヌウェンラーの密室』（講談社ノベルス） 1996.1、のち講談社文庫 1999.11
- 『ネメシスの哄笑』（出版芸術社） 1996.9
- 『バビロン空中庭園の殺人』（祥伝社、ノン・ポシェット） 1997.4
- 『神の子の密室』（講談社ノベルス） 1997.5、のち講談社文庫 2003.7
- 『眠れぬイヴの夢』（トクマ・ノベルズ） 1997.11
- 『マヤ終末予言『夢見』の密室』（祥伝社、ノン・ノベル） 1999.4、のち祥伝社文庫 2010.12
- 『駒場の七つの迷宮』（光文社、カッパノベルス） 2000.8、のち文春文庫 2023.4
- 『ムガール宮の密室』（原書房） 2002.7
- 『Gの残影』（文藝春秋） 2003.3、のち改題『グルジェフの残影』（文春文庫） 2006.7
- 『魔夢十夜』（原書房） 2006.5
- 『ネメシスの虐笑S』（講談社box） 2011.8

### 短編集
- 『大相撲殺人事件』（ハルキ・ノベルス） 2004.2、のち文春文庫 2008.11
- 『星野君江の事件簿』（南雲堂） 2008.6
- 『中相撲殺人事件』 (南雲堂） 2018.6

### 共著・アンソロジー作品
- 「インド・ボンベイ殺人ツアー」（角川書店、『新世紀「謎(ミステリー)」倶楽部』に収録） 1998.8、のち角川文庫 2001.8
- 『本格ミステリーを語ろう! - 海外篇』（原書房） 1999.3
- 「黒石館の殺人」（原書房、『贋作館事件』に収録） 1999.8
- 『堕天使殺人事件』（角川書店、新世紀「謎」倶楽部による作家11人のリレー小説、「第八章 アージニャー・チャクラの戦慄」を担当） 1999.9、のち角川文庫 2002.5
- 『ルナティック・ドリーム - コミケ殺人事件外伝』（原書房） 2000.10 - 早真さとるによるコミック
- 「疑惑の天秤」（光文社カッパノベルス、『新世紀犯罪博覧会』に収録、新世紀「謎」倶楽部による作家6人の連作小説） 2001.3
- 『本格一筋六十年 想い出の鮎川哲也』（東京創元社） 2002.12
- 『声優論 アニメを彩る女神たち』（河出書房新社） 2015.2

## 翻訳
- 『ミルダッドの書 燈台にして港』（ミハイル・ナイーミ、壮神社） 1992.12
- 『漂泊者』（カリール・ジブラン、長井香里共訳、壮神社） 1993.5
- 『スパイダー・ワールド 賢者の塔』（コリン・ウィルソン、講談社ノベルス） 2001
- 『スパイダー・ワールド 神秘のデルタ』（コリン・ウィルソン、講談社ノベルス） 2002
- 『ファイロ・ヴァンスの犯罪事件簿』（S・S・ヴァン・ダイン、論創社、論創海外ミステリ） 2007.9
- 『人の子イエス』（みすず書房） 2011.5

## 評論
- 『探偵小説の論理学 - バートランド・ラッセル論理学とエラリー・クイーン、笠井潔、西尾維新の探偵小説』（南雲堂） 2007.9
- 「スーフィズムをめぐる思想と闘争」（小説現代増刊号「メフィスト」収録） 2009.1
- 『英文学の地下水脈 - 古典ミステリ研究～黒岩涙香 翻案原典からクイーンまで』（東京創元社） 2009.2
- 「Wから00へ - 9・11を挟んで変貌した“ガンダム”シリーズの戦争描写」（限界小説研究会名義、南雲堂、『サブカルチャー戦争 - 「セカイ系」から「世界内戦」へ』に収録） 2010.12
- 『探偵小説の様相論理学』（南雲堂） 2012.5
- 『神、さもなくば残念。 - 2000年代アニメ思想批評』（作品社） 2013.4